# 节毛假福王草
节毛假福王草（学名：Paraprenanthes pilipes）是菊科假福王草属的植物。分布于日本以及中国大陆的海南、广东、湖南、福建、浙江、江西等地，生长于海拔500米至1,000米的地区，多生于山坡，目前尚未由人工引种栽培。

## 别名
毛轴山苦荬（海南植物志）

## 异名
- Lactuca sororia Miq. var. pilipes (Migo) Chang et Tseng
- Paraprenanthes thirionii auct. non (Levl.) Shih